# Allan Saint-Maximin
Allan Irénée Saint-Maximin (ur. 12 marca 1997 w Châtenay-Malabry) – francuski piłkarz gwadelupskiego pochodzenia występujący na pozycji napastnika w saudyjskim klubie Al-Ahli Dżudda. Młodzieżowy reprezentant Francji.

## Kariera klubowa
Treningi piłki nożnej rozpoczął w 2003 roku w Verrières-le-Buisson. W latach 2004–2007 trenował w US Ris-Orangis, a w latach 2007–2011 w AC Boulogne-Billancourt. W lipcu 2011 został zawodnikiem AS Saint-Étienne. W czerwcu 2013 roku został włączony do pierwszej drużyny, z którą podpisał trzyletni kontrakt. W pierwszym zespole zadebiutował 1 września 2013 w wygranym 2:1 meczu z Girondins Bordeaux. W lutym 2015 przedłużył kontrakt z klubem do 2019 roku. W lipcu 2015 podpisał pięcioletni kontrakt z AS Monaco i od razu został wypożyczony na sezon do Hannover 96. W lipcu 2016 został wypożyczony na sezon do SC Bastia. W sierpniu 2017 trafił do OGC Nice. Zadebiutował w tym klubie 11 sierpnia 2017 w przegranym 1:2 meczu z Troyes AC. 
Po czterech latach w angielskim klubie Newcastle United w lipcu 2023 przeniósł się do Arabii Saudyjskiej, aby reprezentować barwy zespołu Al-Ahli Dżudda.

## Kariera reprezentacyjna
Saint-Maximin grał w reprezentacjach Francji do lat 16, 17, 20 i 21. W tej ostatniej zadebiutował 1 września 2017 w zremisowanym 1:1 meczu towarzyskim z Chile.